# Préfecture (Chalencon)
La Préfecture est un édifice en ruines situé en France sur la commune de Saint-André-de-Chalencon, dans la région Auvergne-Rhône-Alpes.

## Localisation
La Préfecture est située dans le département français de la Haute-Loire, sur la commune de Saint-André-de-Chalencon, dans l'ancienne région administrative d'Auvergne.

## Historique
Cet édifice, désigné sous le nom de « Préfecture », était associé au château de Chalencon et aurait servi de lieu pour les salles de justice du mandement. Il semble remonter aux XIIIe et XIVe siècles.

## Description
Une première structure abrite une cheminée romane, caractérisée par des corbeaux de soutien, un linteau incurvé, une haute souche et une mitre. Les parties supérieures de ce bâtiment ont disparu. Adjacente à cette construction, une autre aile plus importante a été ajoutée ultérieurement. Le rez-de-chaussée présente, au sud, une entrée cochère en tiers-point, probablement utilisée comme écuries. Au-dessus de petites fenêtres datant du XVIIe siècle, et plus haut à gauche, une porte qui s'ouvre désormais sur le vide indique, avec les traces d'attachements sur le mur Est, l'existence d'une autre structure qui a depuis disparu.

## Protection
Les ruines du bâtiment dit La Préfecture sont inscrites au titre des monuments historiques par arrêté du 27 décembre 1973.